# Pałac w Borzygniewie
Pałac w Borzygniewie – wybudowany w 1613 r. w Borzygniewie.

## Położenie
Pałac położony jest w Borzygniewie – wsi w Polsce, w województwie dolnośląskim, w powiecie wrocławskim, w gminie Mietków, na północnym brzegu Jeziora Mietkowskiego. Około 35 km na południowy zachód od Wrocławia.

## Historia
Pałac z XVII w., obecnie w ruinie. Położony na wzgórzu na wschód od kościoła. Zbudowany na planie prostokąta przez Krzysztofa von Mühlheim und Domanze. Murowany z kamienia i cegły, tynkowany, manierystyczny, nakryty dachem dwuspadowym. Spalony przez Sowietów w 1945 r. W 1989 istniał jeszcze w całości bogaty portal renesansowy z niderlandzkim ornamentem. W 2012 r. zachowane tylko mury kapitalne i kartusz w zwieńczeniu portalu wejściowego z inskrypcją fundacyjną o treści: 1613 DURCH GOTTES GNADE UND SEGEN HAB ICH CHRISTOF VON MÜLHEIM  UND DOMANTZ AUF BORGANY NEBEN MEINEM GELIEBTEN WEIBE FRAW BARBARA GEBORNE VON SEIDLITZEN AUS DEM HAUSE KEMMENDORF GEBAUWET DIS HAUS NICHT AUS HOFFART SONDERN AUS NOTH DEME ES NUN NICHT GEFELT DER SCHATZ ES NICHT AUS SONDERN BAUWE IHMEIN BEQUEMERSUND BESERS. GOTT BEWAHRE UND SEGNE DIESES HAUS UND ALLE DIE HIER GEHN EIN UND AUS.